# Liane Soudan
Liane Soudan (Gent, 3 juli 1920 – aldaar, 5 mei 2006) was een Belgische muziekpedagoge.
Vanaf haar prilste jeugd bleek dat zij muzikaal zeer begaafd was. Aan het Koninklijk Gents Muziekconservatorium behaalde zij niet minder dan 12 eerste prijzen in verschillende disciplines: notenleer, zang, koorleiding, piano, compositie, piano met 2, harmonie, enz.
Zij bouwde een dubbele carrière uit: zij gaf jarenlang les in de Muziekacademie van Aalst en aan het Gentse Muziekconservatorium. Zij werd daarnaast ook de koorleidster van de Gentse Opera en maakte er furore met onder andere de Italiaanse bariton Marco Stecchi, de Spaanse Luis Mariano en de Spaanse Montserrat Caballé.
Bij haar opruststelling stichtte zij een eigen opera- en belcantokoor te Gent en leidde er enkele koordirigenten op samen met operadiva Andréa Nevry, bekend van de Antwerpse Opera.
Soudan werd begraven op de Westerbegraafplaats te Gent, naast haar ouders.